# Nāyebar Kandī
Nāyebar Kandī (persiska: نايبرکندی, نايِب كَندی, Nāyeb Kandī, دَرويش كَندی, مُختار كَندی) är en ort i Iran.   Den ligger i provinsen Västazarbaijan, i den nordvästra delen av landet, 700 km nordväst om huvudstaden Teheran. Nāyebar Kandī ligger 1 405 meter över havet och antalet invånare är 125.
Terrängen runt Nāyebar Kandī är varierad.Runt Nāyebar Kandī är det ganska glesbefolkat, med 39 invånare per kvadratkilometer. Närmaste större samhälle är Mākū, 8,5 km öster om Nāyebar Kandī. Trakten runt Nāyebar Kandī består i huvudsak av gräsmarker.